# Haplocladium angustifolium
Haplocladium angustifolium là một loài Rêu trong họ Thuidiaceae. Loài này được (Hampe & Müll. Hal.) Broth. mô tả khoa học đầu tiên năm 1907.